# Apeadeiro de Fanhais
O Apeadeiro de Fanhais é uma plataforma ferroviária encerrada na Linha do Oeste, que servia a aldeia de Fanhais, no Município de Nazaré, em Portugal.

## História
Este apeadeiro faz parte do troço entre Torres Vedras e Leiria, que abriu ao serviço em 1 de Agosto de 1887, pela Companhia Real dos Caminhos de Ferro Portugueses.
A Gazeta dos Caminhos de Ferro de 16 de Dezembro de 1934 noticiou que tinham sido alterados os horários na Linha do Oeste, devido em parte à abertura do apeadeiro de Fanhais, no dia 1 de Dezembro. Em 1 de Janeiro de 1935, noticiou que o Conselho Superior de Caminhos de Ferro tinha aprovado vários projectos apresentados pela Companhia dos Caminhos de Ferro Portugueses, incluindo a abertura do apeadeiro de Fanhais.